# Jordan Galland

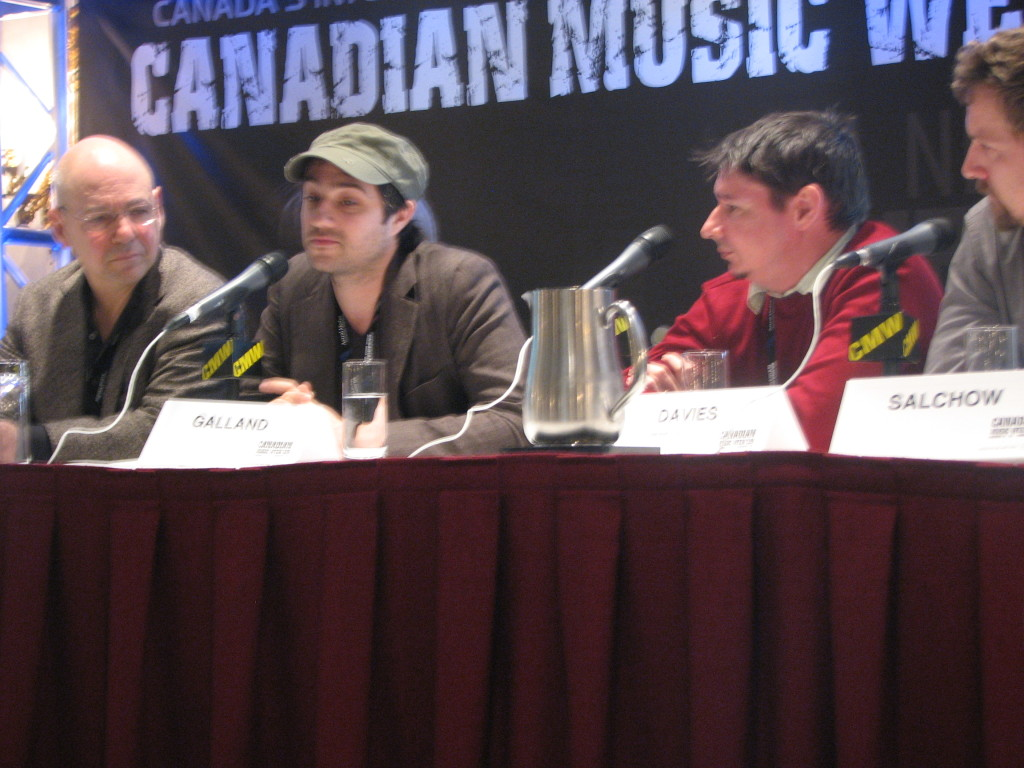
Jordan Galland als spreker in een panel op Canada Music Week, maart 2009

Jordan Galland (Farmington, Connecticut, 2 januari 1980) is een Amerikaanse popzanger en filmregisseur.

## Filmografie
| Jaar | Titel                                   | Opmerkingen                                            |
| ---- | --------------------------------------- | ------------------------------------------------------ |
| 2005 | Green Umbrella                          | Writer/actor                                           |
| 2007 | Rosencrantz and Guildenstern are undead | Executive Producer                                     |
| 2008 | Coin Locker Babies                      | Screen Writer                                          |
| 2008 | 21 (film)                               | song on soundtrack by band Domino "Tropical Moonlight" |

## Discografie

### Singles
| Tropical Moonlight on soundtrack of the movie 21 |